# Lycopodielloideae
Lycopodielloideae, potporodica papratnjača, dio porodice Lycopodiaceae. 
Sastoji se od 5 rodova sa 55 vrsta

## Rodovi
1. Lycopodiella Holub  (12 spp.)
2. Pseudolycopodiella Holub (16 spp.)
3. Lateristachys Holub (3 spp.)
4. Palhinhaea Franco & Vasc. (27 spp.)
5. Brownseya Li Bing Zhang, L. D. Sheph., D. K. Chen, X. M. Zhou & H. He (1 sp.)